# تک‌تیرانداز (فیلم ۱۹۵۲)
تک‌تیرانداز (انگلیسی: The Sniper) یک فیلم نوآر سیاه و سفید به کارگردانی «ادوارد دمیتریک» است که بر پایهٔ داستانی از «اِدنا آنهالت» و «ادوارد آنهالت» ساخته و در سال ۱۹۵۲ منتشر شد.
این فیلم در بیست و پنجمین دورهٔ جوایز اسکار در سال ۱۹۵۲، نامزد دریافت جایزه اسکار «بهترین داستان فیلم» گردید.
همچنین این فیلم، نخستین فیلمی است که «ادوارد دمیتریک» پس از تبعید و محکومیتش در دوران مک‌کارتیسم، کارگردانی نمود. او در این دوران، در دادگاه «کمیته بررسی فعالیت‌های ضدآمریکایی» حاضر شد، اما به چیزی اعتراف نکرد و به همین سبب، و نیز به دلیل توهین به کنگرهٔ آمریکا، محکوم و زندانی گردید و نامش به «فهرست سیاه ۱۰ نفرهٔ هالیوود» اضافه شد. سپس در آوریل ۱۹۵۱، نظرش برگشت و ضمن اعتراف به حضورش در حزب کمونیست، نام تعدادی از همکارانِ چپ‌گرای خود را نیز فاش کرد. سپس برای مدتی، به یک تبعید سیاسی کوتاه در انگلستان رفت و پس از آن، استنلی کریمر، از او برای کارگردانی این فیلم دعوت نمود؛ به شرط آنکه در فیلمش از آدولف منژو استفاده کند که یکی از سرسخت‌ترین تقبیح‌کنندگان و منتقدان کمونیسم در «کمیته بررسی فعالیت‌های ضدآمریکایی» بود.

## بازیگران
- آدولف منژو
- آرتور فرانتس
- جرالد مهر
- ماری ویندسور
- فرانک فیلن
- چارلز لین
- جین ویلس
- کَرن شارپ
- مِی‌بل پِیج
- والی کاکس
- ریچارد کایلی
- جرالدین کار
- بایرون فولگر